# Stephen Kelly
Stephen Michael Kelly (Dublín, Irlanda, 6 de septiembre de 1983) es un futbolista irlandés. Juega de defensa. 

## Selección nacional
Ha sido internacional con la selección de fútbol de Irlanda en 39 ocasiones.

### Participaciones internacionales
| Torneo                                    | Sede              | Resultado    |
| ----------------------------------------- | ----------------- | ------------ |
| Campeonato Europeo de la UEFA Sub-19 2002 | Noruega           | Semifinal    |
| Eurocopa 2012                             | Polonia y Ucrania | Primera fase |

## Clubes
| Club                               | País       | Año       |
| ---------------------------------- | ---------- | --------- |
| Tottenham Hotspur F. C.            | Inglaterra | 2002-2006 |
| Southend United F. C. (cedido)     | Inglaterra | 2003      |
| Queens Park Rangers F. C. (cedido) | Inglaterra | 2003      |
| Watford F. C. (cedido)             | Inglaterra | 2003      |
| Birmingham City F. C.              | Inglaterra | 2006-2009 |
| Stoke City F. C. (cedido)          | Inglaterra | 2009      |
| Fulham F. C.                       | Inglaterra | 2009-2013 |
| Reading F. C.                      | Inglaterra | 2013-2015 |
| Rotherham United F. C.             | Inglaterra | 2015-2017 |